# Георг Ангальт-Дессауский
Георг Бернхард Ангальт-Дессауский (нем. Georg Bernhard von Anhalt-Dessau; 21 февраля 1796, Дессау — 16 октября 1865, Дрезден) — принц Ангальт-Дессауский из династии Асканиев.

## Биография
Георг — второй сын в семье наследного принца Фридриха Ангальт-Дессауского и его супруги Амалии Гессен-Гомбургской, дочери ландграфа Фридриха V Гессен-Гомбургского.
Георг распорядился построить для себя дворец в Дессау на улице Кавалирштрассе, расходы на его возведение, составившие 45 тыс. талеров привели к серьёзным финансовым проблемам у принца. В 1900 году дворец был переименован, и в нём разместилась Ангальтская картинная галерея. Во Вторую мировую войну дворец был полностью разрушен.

## Семья
6 августа 1825 года в Рудольштадте Георг женился на Каролине (1804—1829), дочери принца Карла Гюнтера Шварцбург-Рудольштадтского. У супругов родились:
- Луиза (1826—1900)
- Фридрих (1828)

После смерти супруги 4 октября 1831 года Георг женился во второй раз на Терезе Эмме (1807—1848), дочери Юлиуса Бернхарда Рихарда фон Эрдмансдорфа, которой в 1831 году был пожалован титул графини фон Рейны. У супругов родились:
- Франц (1832—1879)
- Матильда (1833—1917)
- Елена (1835—1860), замужем за Фридрихом Гюнтером Шварцбург-Рудольштадтским (1793—1867)
- Эмма (1837—1909)
- Мария (1839—1931)
- Рудольф (1842—1921)
- Карл (1844—1900)